# Modrički Lug
Modrički Lug je naseljeno mjesto u sastavu općine Vukosavlje, Republika Srpska, BiH.

## Povijest
Modrički Lug se do rata nalazio u sastavu općine Modriča.

## Stanovništvo
| Modrički Lug       |                |
| godina popisa      | 1991.          |
| Muslimani          | 1.008 (97,57%) |
| Srbi               | 4 (0,38%)      |
| Hrvati             | 1 (0,09%)      |
| Jugoslaveni        | 18 (1,74%)     |
| ostali i nepoznato | 2 (0,19%)      |
| ukupno             | 1.033          |

Modrički Lug kao samostalno naseljeno mjesto postoji od popisa 1991. godine.